# Ганс Андреас Тандберг Глоерсен
Ганс Андреас Тандберг Глоерсен (16 лютого 1836  — 1 вересня 1904 ) — норвезький громадський та політичний діяч, лісничий. Очолював лісництва Західної Норвегії протягом більше ніж 30 років. 

## Біографія
Народився в комуні Нур-Еурдал, батько був лікарем. У 1853 році закінчив школу, і вступив до  Гіссенського університету, де у 1858 році закінчив юридичний факультет, а у 1860 - ступінь з лісництва. Після цього був призначений помічником лісничого в комуні Леша.
У 1864 році він отримав розпорядження від Міністерства внутрішніх справ, направитись в Західну Норвегію для вивчення справ та розроблення системи управління лісовими господарствами. з 1866 по 18985 рік він очолював лісництва цього регіону. Він першим почав застосовувати штучну посадку та вирощування лісів.
Також займається публіцистичною діяльністю. Був головним редактором журналу Landbrugstidende (1885-1891 роки). Публікує низку статей, що висвітлювали проблеми лісового господарства. Він був автором ідеї будівництва залізниці між Осло та Бергеном, а також Джеренської залізниці. В обох випадках він надав детальні пропозиції щодо маршруту, що лягли в основу проектування ліній.
Був одружений з Рахіль Марі Кларсен (1846-1894). Після смерті дружини вийшов на пенсію та переїхав в Осло. У 1895 році отримав звання кавалера 1-го класу ордену святого Олафа.